# Nationalliga B (Eishockey) 2004/05
Die Saison 2004/05 war die 58. reguläre Austragung der Nationalliga B, der zweithöchsten Schweizer Spielklasse im Eishockey.
Der EHC Basel gewann im Play-off-Final gegen den HC Sierre die Meisterschaft der NLB und schaffte anschließend im Duell mit dem Tabellenletzten der Nationalliga A, dem HC Lausanne, den Aufstieg.
Obwohl der SC Unterseen-Interlaken (Gruppe 2 – Zentralschweiz) Amateur-Schweizermeister wurde, stieg der HC Martigny (Gruppe 3 – Westschweiz) in die Nationalliga B auf, da weder der Amateur-Meister, noch der EHC Dübendorf (Gruppe 1 – Ostschweiz) eine Lizenz für die Nationalliga B beantragt hatten.

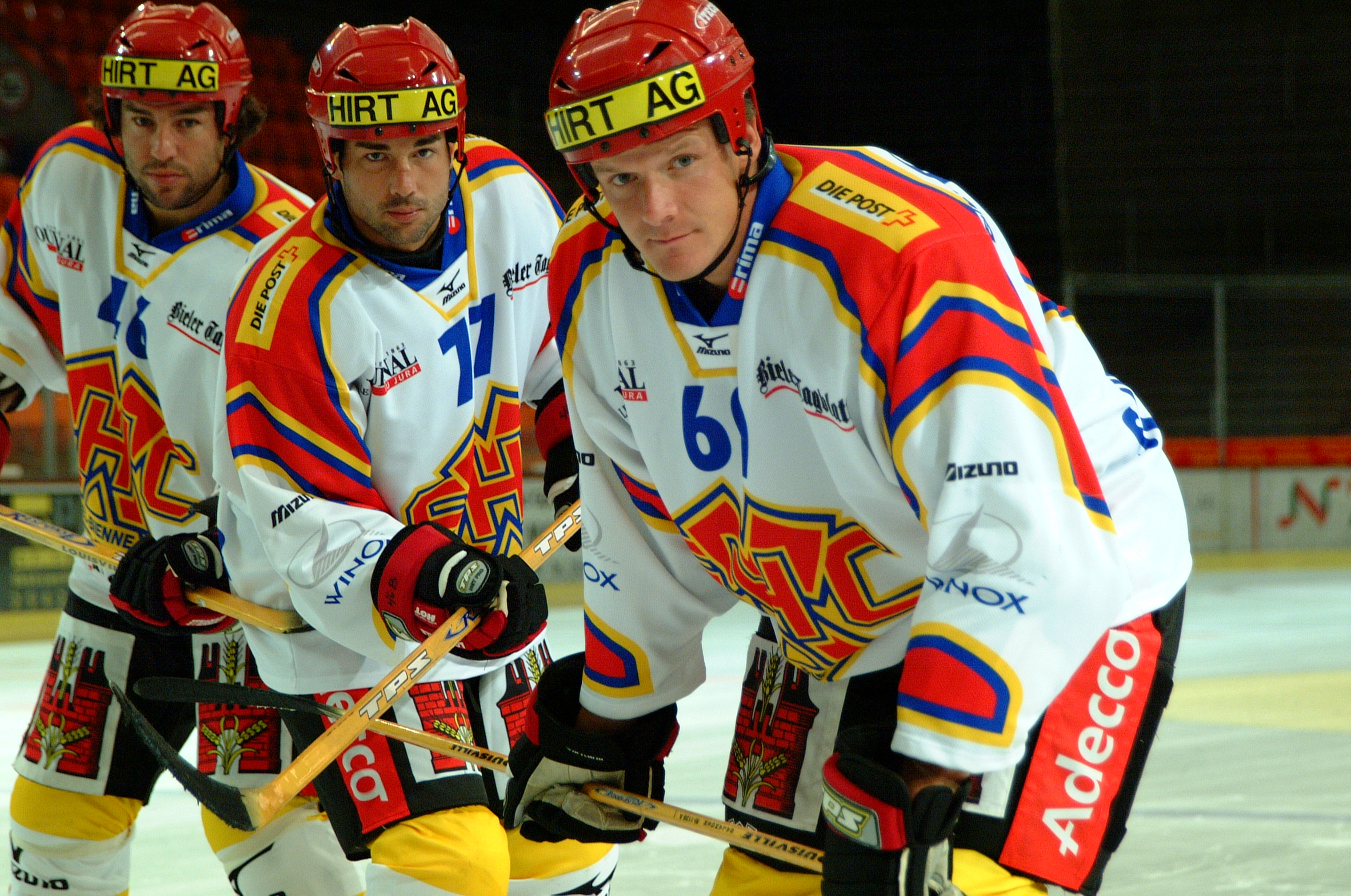
Spieler des EHC Biel, Saison 2004/05

## Modus
Gespielt wurden von den 12 Teams 2 Doppelrunden zu je 22 Spielen. Danach ermittelten die besten acht Mannschaften den Schweizer Meister im Play-off-Stil. Viertelfinals, Halbfinals und der Final wurden jeweils nach dem Modus Best-of-Seven gespielt.
Die anderen vier Mannschaften ermittelten in den Play-Outs diejenige Mannschaft, die in die 1. Liga absteigt.

## Tabelle vor Beginn der Play-offs
| Pl | Mannschaft           | Sp | S  | U | V  | Tore    | Pkt | Zuschauer- schnitt |
| -- | -------------------- | -- | -- | - | -- | ------- | --- | ------------------ |
| 1  | EHC Basel            | 44 | 29 | 5 | 10 | 163:87  | 63  | 1825               |
| 2  | EHC Biel             | 44 | 26 | 3 | 15 | 170:141 | 55  | 2422               |
| 3  | HC Sierre            | 44 | 24 | 5 | 15 | 145:137 | 53  | 2835               |
| 4  | SC Langenthal        | 44 | 23 | 5 | 16 | 143:131 | 51  | 1794               |
| 5  | EHC Visp             | 44 | 23 | 4 | 17 | 161:132 | 50  | 2609               |
| 6  | Forward Morges HC    | 44 | 23 | 4 | 17 | 133:141 | 50  | 1148               |
| 7  | GCK Lions            | 44 | 22 | 5 | 17 | 157:118 | 49  | 448                |
| 8  | HC La Chaux-de-Fonds | 44 | 19 | 5 | 20 | 141:147 | 43  | 1291               |
| 9  | EHC Olten            | 44 | 13 | 7 | 24 | 143:183 | 33  | 1007               |
| 10 | EHC Chur             | 44 | 14 | 4 | 26 | 146:162 | 32  | 1086               |
| 11 | HC Thurgau           | 44 | 13 | 3 | 28 | 137:167 | 29  | 1143               |
| 12 | HC Ajoie             | 44 | 8  | 4 | 32 | 107:200 | 20  | 1151               |
|    | Gesamt               |    |    |   |    |         |     | 1564               |

## Play-offs

### Viertelfinal
EHC Basel – HC La Chaux-de-Fonds 4:0
```
4:3 (1:1, 1:0, 1:2, 1:0) n.
 
V.
1:7 (0:1, 0:2, 1:4)
4:0 (1:0, 2:0, 1:0)
2:4 (1:1, 1:1, 0:2)
```

EHC Biel – GCK Lions 4:2
```
4:1 (1:1, 1:0, 2:0)
5:3 (2:0, 1:2, 2:1)
8:4 (2:0, 3:1, 3:3)
2:6 (1:1, 0:3, 1:2)
1:2 (1:0, 0:1, 0:1)
3:5 (2:1, 0:2, 1:2)
```

HC Sierre – HC Forward Morges 4:0
```
2:1 (0:1, 2:0, 0:0)
2:4 (1:0, 0:2, 1:2)
5:3 (2:0, 0:1, 3:2)
2:5 (1:1, 1:2, 0:2)
```

SC Langenthal – EHC Visp 4:3
```
5:3 (2:1, 1:0, 2:2)
3:0 (1:0, 1:0, 1:0)
5:2 (2:1, 2:1, 1:0)
7:1 (1:0, 2:0, 4:1)
1:5 (1:2, 0:2, 0:1)
2:5 (0:1, 1:2, 1:2)
6:4 (3:0, 0:4, 3:0)
```

### Halbfinal
EHC Basel – SC Langenthal 4:0
```
4:0 (1:0, 2:0, 1:0)
3:5 (0:3, 2:0, 1:2)
4:1 (1:0, 1:0, 2:1)
1:8 (0:1, 1:2, 0:5)
```

EHC Biel – HC Sierre 2:4
```
4:0 (1:0, 2:0, 1:0)
3:1 (1:0, 0:1, 2:0)
3:4 (2:2, 1:1, 0:0, 0:1) n.
 
V.
2:7 (1:1, 1:4, 0:2)
5:6 (2:2, 1:2, 2:1, 0:1) n.
 
V.
4:1 (2:0, 1:0, 1:1)
```

### Final
EHC Basel – HC Sierre 4:0
```
5:2 (2:0, 1:0, 2:2)
4:10 (1:1, 3:3, 0:6)
3:2 (1:0, 1:0, 1:2)
1:3 (1:1, 0:2, 0:0)
```

Der EHC Basel ist somit 'B-Meister' und spielt gegen den Verlierer der Playouts, den HC Lausanne, der Nationalliga A um den letzten Platz in dieser.

## Playouts

### Halbfinal
EHC Olten – HC Ajoie 2:4
```
2:4 (1:4, 0:0, 1:0)
3:5 (0:1, 3:0, 0:4)
11:1 (2:1, 6:0, 3:0)
6:4 (1:1, 1:2, 4:1)
4:5 (0:1, 2:1, 2:3)
7:5 (4:1, 1:2, 2:2)
```

EHC Chur – HC Thurgau 4:0
```
4:3 (1:1, 2:0, 0:2, 1:0) n.
 
V.
1:5 (0:1, 0:2, 1:2)
6:1 (3:1, 1:0, 2:0)
1:2 (0:0, 1:0, 0:1, 0:1) n.
 
V.
```

### Final
HC Thurgau – EHC Olten 2:4
```
2:3 (0:1, 0:1, 2:0, 0:1) n.
 
V.
3:4 (1:1, 2:2, 0:0, 0:1) n.
 
V.
6:3 (1:2, 1:0, 4:1)
8:3 (4:2, 3:1, 1:0)
6:3 (3:0, 2:2, 1:1)
1:2 (0:1, 1:1, 0:0)
```